# Jamie Walker
Jamie Walker (Edimburgo, 25 giugno 1993) è un calciatore scozzese, centrocampista del Bradford City.

## Caratteristiche tecniche
Ala sinistra, può essere schierato come trequartista o come ala destra.

## Carriera

### Club
Ha giocato nella prima divisione scozzese con gli Hearts.

### Nazionale
Ha giocato nelle nazionali giovanili scozzesi Under-15, Under-16, Under-17, Under-19 ed Under-21.

## Palmarès

### Club

#### Competizioni nazionali
- Football League One: 1

Wigan: 2017-2018
- Scottish Championship: 2

Hearts: 2014-2015, 2020-2021